# اسپیس سیستمز لورال
اسپیس سیستمز لورال (انگلیسی: SSL) شرکت هوافضای آمریکایی است، که در سال ۱۹۵۷ تأسیس شد.